# JMac
JMac är ett EP album med Jesse McCartney. Det är Jesses första EP och den innebar det stora genombrottet för hans sångkarriär. EP:n innehåller bara tre låtar.

## Låtlista
1. Beautiful Soul
2. Don't You
3. Why Don't You Kiss Her?